# Штульман, Франц Людвиг
Франц Людвиг Штульман (нем. Franz Ludwig Stuhlmann; 1863—1928) — немецкий зоолог, путешественник и картограф.

## Биография
Франц Штульман родился 29 октября 1863 года в городе Гамбурге в семье архитектора. Изучал естественные науки в Тюбингенском университете и Университете Фрейбурга; в 1883 году получил степень доктора философии, затем занимался в Кильском университете и в 1887—1888 гг. был ассистентом при зоологическом институте в Вюрцбурге.

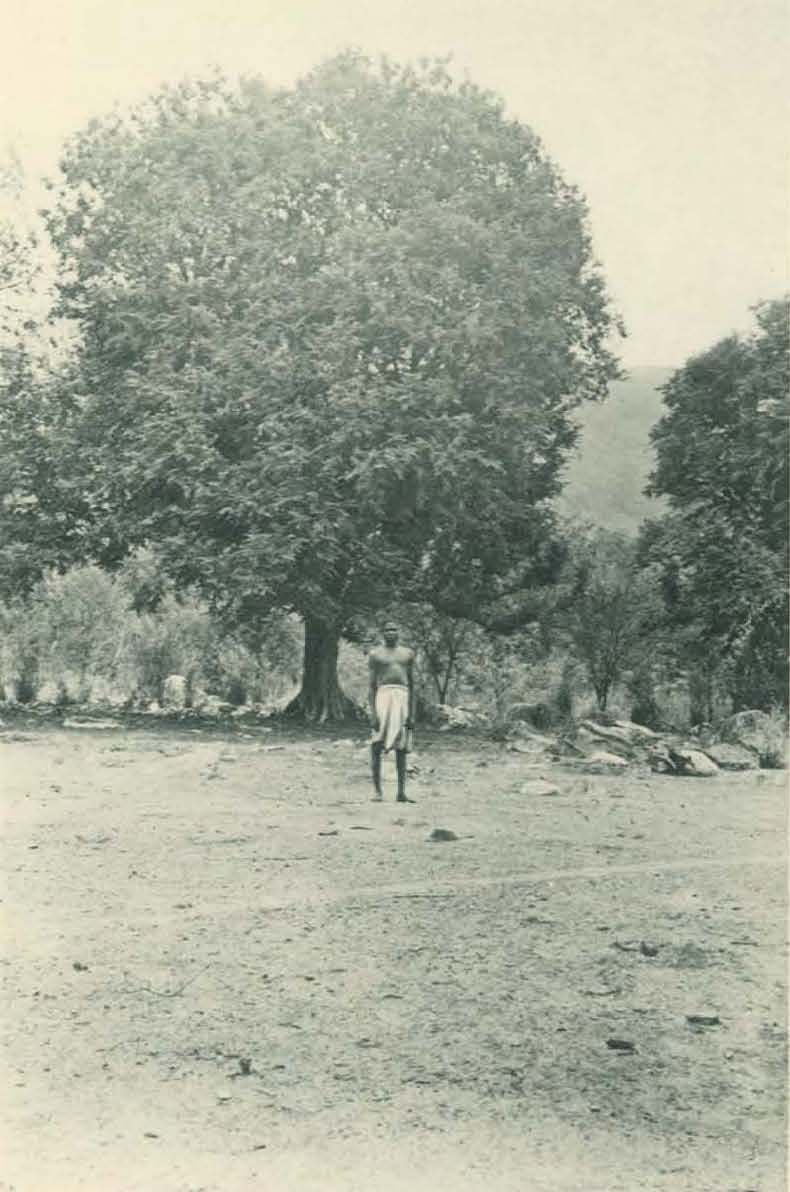
Одна из фотографий, сделанных во время экспедиции Штульмана по Африке

В 1888 году Ф. Штульман отправился на два года в германские владения в Восточной Африке с целью исследовать фауну Занзибара и Замбези; в 1890 году, по желанию Эмина Паши, сопровождал этого известного германского путешественника в Центральную Африку, причем были исследованы озёра Альберт, Альберт-Эдвард и другие.
В 1893—1895 гг. Франц Штульман для исследования флоры прибрежной области и проведения картографических съёмок вновь отправился в Восточную Африку, где собрал богатейшие коллекции животных, растений и этнографических предметов.
В 1900—1901 гг. Франц Людвиг Штульман путешествовал на острова Мадагаскар, Реюнион, Цейлон, Яву, а также исследовал Восточную Индию.
С 1890 года Ф. Л. Штульман служил в управлении колонии Германская Восточная Африка, в 1895 году был назначен начальником отделения культуры и съёмок, а в 1902 году стал заместителем губернатора.
Среди главнейших трудов Штульмана по зоологии и описанию путешествий наиболее известны следующие: «Die Reifung des Arthropodeneies» («Ber. naturf. Ges. Freiburg», 1886); «Beitrag zur Kenntn. d. männl. Geschlechtsorgane etc. der Cypriden» («Zeitschr. f. wiss. Zool.», 1886); «Bericht über eine Reise nach Useguba und Unguri» («Mitth. Hamburg. geogr. Ges.», 1887—1888); «Zur Kenntnis des Ovariums der Aalmutter» («Abh. naturw. Ver. Hamburg», 1887); «Mit Emin Pascha in’s Herz von Afarik» (Б., 1893); «Zoologische Ergebnisse einer nach Sansibar u. in die Küstengebiete von Ost-Afrika ausgeführten Reise» (2 т., Берлин, 1896).
Кроме этого, Штульман нарисовал подробные карты гор Улугуру, Области озёр и т. д.
Несколько перенесённых им во время путешествий заражений малярией, пять чёрных лихорадок, ревматические боли, неврит и полиневрит подорвали здоровье Штульмана, и врачи запретили ему покидать Европу. Он поселился в родном городе, где и прожил до самой смерти, не оставляя при этом научной деятельности.
Франц Людвиг Штульман умер 19 ноября 1928 года.